# Salvatore Garau
Salvatore Garau (* 1953 Santa Giusta, Sardinie) je italský malíř, sochař a konceptuální umělec.

## Životopis
Salvatore Garau zahájil svou uměleckou kariéru jako hudebník v progresivní rockové skupině Stormy Six, než se začal věnovat malířství a sochařství. Proslavil se zejména svými „neviditelnými sochami“, v nichž se prostor a myšlenka stávají klíčovými prvky uměleckého díla. Jedno z jeho nejznámějších děl, Io Sono („Jsem“), bylo v roce 2021 prodáno jako nemateriální socha, což vyvolalo rozsáhlou debatu o hranicích současného umění. Na aukci v Art-Rite Miláně v roce 2021 bylo jeho dílo Devant toi, podepsaný list papíru, prodáno za 27 120 € plus aukční poplatky.